# Lunjevača
Lunjevača je planina u općini Drvar, u BiH. Najviši vrh planine je na 1707 m.